# Capsula algae
La Globia algae es una polilla de la familia de las Noctuidae. Se encuentra  en Europa Central y Meridional (y muy esporádicamente en Europa noroccidental), Turquía, Armenia, Norte del Cáucaso y al suroeste de Siberia.

## Descripción técnica y variaciones
Su envergadura es de 32 a 45 mm. Las alas anteriores son de color amarillo rojizo, predominando el tinte rojizo en el macho y el amarillo en la hembra; las venas más o menos manchadas de gris; mancha oscura en ángulo más bajo de la célula; una fila exterior de puntos oscuros; ala posterior gris, con una línea oscura menos brillante en el borde; una de sus variaciones menos frecuente, ab. liturata ab. nov. [Warren], tiene ambas líneas completas y en forma dentada en toda su longitud, la vena media es ancha y negra; existe una variedad muy oscura en Norfolk Fens, ab. fumata ab. nov. [Warren], con alas de color marrón oscuro o negro, especialmente en el macho. 

## Biología
El período de vuelo para los adultos va de julio a septiembre, dependiendo de su ubicación. Se da una generación al año.
La larva es verdosa y salpicada de negro; cabeza marrón; placa torácica verde pálida. Las larvas perforan los tallos de Schoenoplectus lacustris, Typha spp. y de Iris pseudacorus.